# James Allen (író)
James Allen (1864. november 28. – 1912. január 24.) brit író, aki inspiráló könyveiről és költészetéről ismert, valamint az önfejlesztő mozgalom úttörője.
Leghíresebb műve az 1903-ban megjelent As a Man Thinketh (magyar ford.: Ahogyan gondolod).

## Művei
- From Poverty to Power; or, The Realization of Prosperity and Peace (1901)
- All These Things Added (1903)
- As a Man Thinketh (1903)[1]
- Through the Gate of Good; or, Christ and Conduct (1903)
- Byways of Blessedness (1904)
- Out from the Heart (1904) [Sequel to "As a Man Thinketh"]
- Poems of Peace, including the lyrical-dramatic poem Eolaus (1907)
- The Life Triumphant: Mastering the Heart and Mind (1908)
- Morning and Evening Thoughts (1909)
- The Mastery of Destiny (1909)
- Above Life’s Turmoil  (1910)
- From Passion to Peace (1910)
- Eight Pillars of Prosperity (1911)
- Man: King of Mind, Body and Circumstance (1911)
- Light on Life’s Difficulties (1912)
- Foundation Stones to Happiness and Success (1913)
- James Allen’s Book of Meditations for Every Day in the Year (1913)
- Meditations; A Year Book (1913)
- Men and Systems (1914)
- The Shining Gateway (1915)
- The Divine Companion (1919)

### Magyarul megjelent művei
- Ahogyan gondolod; ford. Dányi Viktória, Mátrai Szilárd; Mayer Consulting, Bp., 2011
  - (Gondolat által címen is)
- Meditációs könyv az év 365 napjára; ford. Szabó Ágota; Hermit, Onga, 2014
- A jólét ösvénye. Erőink irányítása és vezérlése; Hermit, Onga, 2015
- A jólét nyolc oszlopa; ford. Lantos Balázs; Óház, Bp., 2019
- Gondolat által; ford. Lantos Balázs; Óház, Bp., 2023
  - (Ahogyan gondolod címen is)